# Thomisus hararinus
Thomisus hararinus là một loài nhện trong họ Thomisidae.
Loài này thuộc chi Thomisus. Thomisus hararinus được Lodovico di Caporiacco miêu tả năm 1947.